# Gemma Triay Pons
Gemma Triay Pons   (Alaior, 28 de juny de 1992) és una jugadora professional de pàdel. És professional des de l'any 2013, des d'aleshores, la seva progressió ha estat notable acabant la temporada 2017 en la segona posició del rànquing World Padel Tour.
Va deixar el tennis l'any 2010, però l'esperit competitiu la va portar a provar el pàdel, arribant a el circuit internacional. Des 2016 competeix al costat de la barcelonina Lucía Sainz. Ha estat campiona del Món i d'Europa amb la selecció espanyola de pàdel.